# Pentadactília

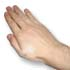
Els humans són pentadàctils.

La pentadactília és la qualitat d'un animal de tenir cinc dits ja sigui en una o totes les potes.
Com que només els animals vertebrats terrestres tenen dits, únicament en aquests tipus d'animals es podrà aplicar el terme. Tanmateix, no són gaire les criatures que poden presentar aquesta característica.

## Exemples de pentadàctils
- L'exemple més exacte que es pot citar són els humans i els altres primats, que tenen cinc dits a cada mà i peu.
- Els elefants tenen cinc dits a les dues potes posteriors.
- La majoria de cànids, fèlids, úrsids i diversos dels mamífers carnívors
- El pangolí
- Moltes espècies d'amfibis, principalment les salamandres.